# محمد مدثر
محمد مدثر، لاعب كرة قدم قطري من أصل سوداني، من مواليد 13 أبريل 1988.
كانت بداياته مع نادي الأهلي شندي السوداني وانتقل إلى نادي الوكرة عام 2007 ولعب بعدها مع نادي لخويا والعربي ونادي السيلية ونادي الخريطيات.

## روابط خارجية
- محمد مدثر على موقع Soccerway.com (الإنجليزية)
- محمد مدثر على موقع عالم كرة القدم.نت (الإنجليزية)